# Димитрис Франгопулос
Димитрис Франгопулос (грч. Δημήτρης Φραγγόπουλος или Димитриос Франгопилос (грч. Δημήτριος Φραγγόπουλος) је био грчки тенисер, учесник на првим Олимпијским играма 1896 у Атини.
Франгопулос је учествовао на олимпијском тениском турниру у појединачној конкуренцији. У првом колу изгубио је од мађарског такмичара Момчила Тапавице и у укупном пласману делио је од осмог до тринаестог места.
На турниру за парове није учествовао.